# Легниці
Легниці (словац. Lehnice) — село в окрузі Дунайська Стреда Трнавського краю Словаччини. Площа села 25,39 км². Станом на 31 грудня 2015 року в селі проживало 2587 жителів.

## Історія
Перші згадки про село датуються 1239 роком.

## Географія
Протікають канал Томашов-Легниці і Старий Клатовський канал.

## Населення
| Рік:            | 1994. | 2004.   | 2014.   | 2024.    |
| --------------- | ----- | ------- | ------- | -------- |
| Кількість осіб: | 2246  | 2432    | 2576    | 3323     |
| Різниця:        |       | +8,28 % | +5,92 % | +28,99 % |

| Рік:            | 2023. | 2024.   |
| --------------- | ----- | ------- |
| Кількість осіб: | 3243  | 3323    |
| Різниця:        |       | +2,46 % |